# Gladvattstjärnen
Gladvattstjärnen är en sjö i Umeå kommun i Västerbotten och ingår i Sävaråns huvudavrinningsområde. Sjön har en area på 0,0631 kvadratkilometer och ligger 253,3 meter över havet.

## Delavrinningsområde
Gladvattstjärnen ingår i det delavrinningsområde (713237-170996) som SMHI kallar för Mynnar i Brännbäcken. Medelhöjden är 270 meter över havet och ytan är 0,82 kvadratkilometer. Det finns inga avrinningsområden uppströms utan avrinningsområdet är högsta punkten. Vattendraget som avvattnar avrinningsområdet har biflödesordning 3, vilket innebär att vattnet flödar genom totalt 3 vattendrag innan det når havet efter 67 kilometer. Avrinningsområdet består mestadels av skog (86 procent). Avrinningsområdet har 0,06 kvadratkilometer vattenytor vilket ger det en sjöprocent på 7,4 procent.